# Associazione dei cavalieri italiani del sovrano militare ordine di Malta

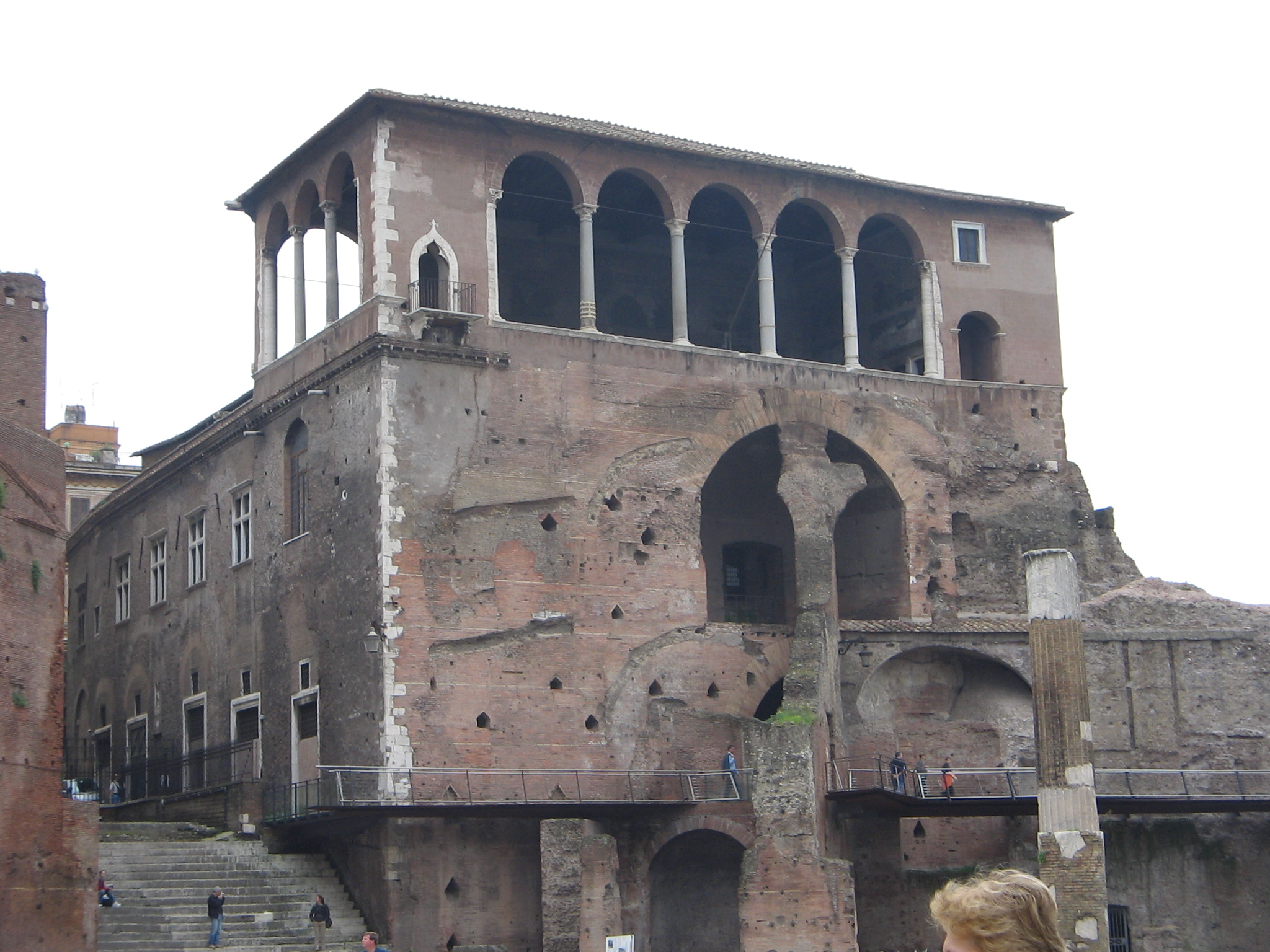
La casa dei Cavalieri di Rodi a Roma, sede dell'ACISMOM

L'Associazione dei cavalieri italiani del sovrano militare ordine di Malta (acronimo ACISMOM) riunisce i cavalieri e le dame del Sovrano militare ordine di Malta di nazionalità italiana. Ha sede in Roma presso la Casa dei Cavalieri di Rodi in piazza del Grillo.

## Storia
Già da dopo la conquista di Rodi, i membri dell'ordine di San Giovanni che giungevano da tutta Europa, si raggrupparono in otto "lingue": Provenza, Alvernia, Francia, Italia, Aragona (Navarra), Inghilterra (con Scozia e Irlanda) e Alemagna, e successivamente Castiglia e Portogallo. Nelle rispettive nazioni, ogni lingua era strutturata in priorati o gran priorati, baliaggi e commende, spesso tuttora esistenti.
Dopo l'occupazione dell'isola di Malta da parte delle truppe napoleoniche nel 1798 il gran maestro zu Bolheim si trasferì a Trieste. Il gran maestro Tommasi stabilì la sede dell'ordine in Sicilia a Messina (1803) e poi a Catania (1804) fino al 1824 quando, persa ogni possibilità di ritornate a Malta, si trasferì a Ferrara.
Infine la sede designata fu Roma nel 1834, in territorio pontificio. L'ordine rinnovò la sua organizzazione periferica costituendo le varie associazioni nazionali, che sostituirono l'antica suddivisione in lingue e che continuarono ad essere affiancate dai priorati e gran priorati. Adeguandosi all'ordinamento giuridico di ciascuno stato, l'associazione corrispondente emanata dallo SMOM riceve un particolare trattamento che dipende, sostanzialmente, dal tipo di rapporti esistenti tra lo quello stato ed il governo giovannita.
Nell'ambito di questa riorganizzazione venne fondata nel 1877 a Roma l'associazione dei cavalieri italiani del sovrano militare ordine di Malta appartenenti ai tre gran priorati d'Italia, quale ente di diritto pubblico melitense operante nel territorio italiano, ma facente parte dell'ordinamento giuridico del Sovrano militare ordine di Malta.

### I Gran priorati italiani
- Gran priorato di Roma del sovrano militare ordine di Malta
- Gran priorato di Lombardia e Venezia del sovrano militare ordine di Malta
- Gran priorato di Napoli e Sicilia del sovrano militare ordine di Malta

## Attività
L'Associazione riunisce tutti i membri dei tre gran priorati d'Italia (ai quali spetta la gestione della spiritualità e dell'attività caritativa) per la promozione e la gestione delle attività sociali e sanitarie.

### Assistenza medico-sanitaria
L'Associazione italiana dell'Ordine di Malta dispone di presidi ospedalieri, tra i quali il più importante è l'ospedale San Giovanni Battista, nel quartiere della Magliana (Roma), dedicato in particolare al settore della riabilitazione.
Esistono inoltre i centri antidiabete, gli ambulatori ed i poliambulatori, presenti su tutto il territorio nazionale, ai quali si aggiungono case di cura, cliniche, cronicari, scuole per infermieri e laboratori analisi.
L'Associazione riceve annualmente una quota del Fondo sanitario nazionale (FSN) per mobilità sanitaria:
- nel 2008 ha percepito 21.000.900 euro;
- nel 2009 ha percepito 34.167.303 euro[2];
- nel 2010 ha percepito 38.108.009 euro[3];
- nel 2011 ha percepito 35.501.689 euro[4].

### Soccorso e protezione civile

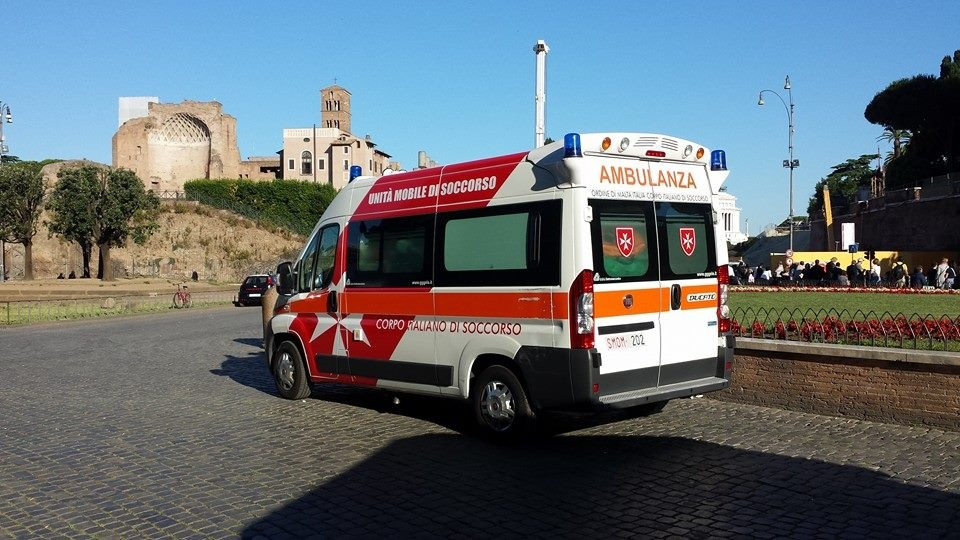
Ambulanza del CISOM

Dal 1970 l'associazione dispone del Corpo italiano di soccorso dell'Ordine di Malta (CISOM), con più di 70 gruppi su tutto il territorio nazionale ed oltre 3000 volontari (dei quali solo piccolissima parte cavalieri o dame), con compiti che vanno dalla protezione civile al soccorso sanitario, all'antincendio boschivo, al trasporto infermi. Si avvale di un vasto parco macchine, con ambulanze e mezzi speciali, immatricolati con la targa SMOM rossa su fondo bianco (mentre i mezzi dei membri del governo dell'Ordine di Malta usano le targhe del Corpo diplomatico, CD).
Medici, farmacisti, veterinari e personale d'assistenza del corpo partecipano, inseriti nell'ambito del Malteser International (l'organizzazione internazionale dei vari corpi di soccorso nazionali dell'Ordine di Malta), alle missioni umanitarie dell'Ordine nelle zone di conflitto e nelle aree più depresse del Terzo Mondo.

### Corpo di sanità Militare

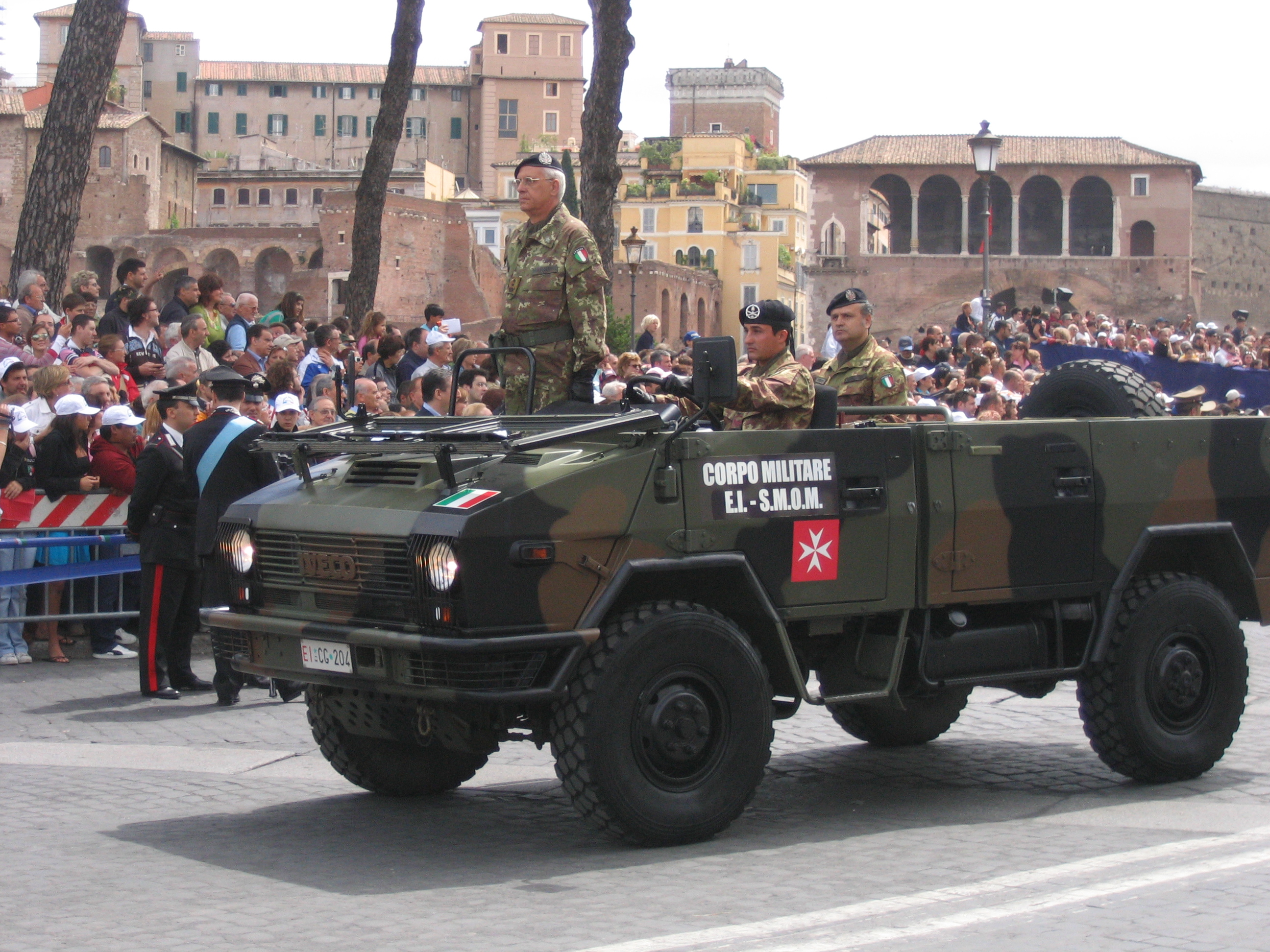
Personale del corpo volontario durante la sfilata del 2 giugno

Tra le sue prime iniziative, l'Associazione stipulò una serie di convenzioni con l'allora Ministero della Guerra con le quali diede vita ad un Corpo militare dell'ACISMOM che affiancasse il Regio Esercito italiano per servizi di assistenza in caso di conflitto o calamità naturali.
Il Corpo ha prestato i primi soccorsi con un ospedale da campo e due treni ospedale dello SMOM. Il Corpo ha poi operato nella guerra italo-turca e nelle due guerre mondiali, in quanto "corpo militare speciale e ausiliario dell'Esercito italiano", e continua ad operare sia nelle missioni di peacekeeping a fianco dei militari che sul territorio nazionale in occasione di disastri e calamità naturali.
Nel 1940, il Corpo militare fu affiancato dal Corpo delle infermiere volontarie dell'ACISMOM, costituito da una direttrice e da 40 infermiere, dame del Sovrano militare ordine di Malta. Il Corpo femminile risulta ad oggi non attivo.

## Organi[1]

### Assemblea
L'assemblea rappresenta i membri dell'ordine ed è composta da:
- presidente dell'Associazione, che presiede anche l'assemblea stessa
- gran priori della veneranda lingua d'Italia
- delegati granpriorali per ciascun gran priorato
- cinque membri dell'Ordine, di cui almeno una dama, nominati dal Sovrano Consiglio
- cancelliere dell'Ordine o un suo delegato speciale, con potere consultivo.

### Consiglio direttivo
Il consiglio direttivo è composto da:
- presidente
- vice presidente
- quattro consiglieri, di cui almeno una dama
- assistente spirituale
- generale direttore capo del personale del Corpo militare, colonnello sanitario capo e capitano cappellano capo, nominati con decreto del Presidente della Repubblica Italiana su designazione del presidente dell'associazione inoltrata al Ministero italiano della Difesa
- direttore nazionale del CISOM
- direttore amministrativo, senza diritto di voto.

### Comitato esecutivo
Il comitato esecutivo è formato da:
- presidente
- vice presidente
- ospedaliere, responsabile delle attività caritatevoli e sanitarie dell'associazione
- tesoriere
- assistente spirituale
- direttore amministrativo, senza diritto di voto
- gran cancelliere dell'ordine o un suo delegato speciale
- generale direttore capo del personale militare e dal direttore nazionale del CISOM quando all'ordine del giorno sono trattate questioni che concernono il corpo militare o il corpo di soccorso.

### Collegio dei revisori dei conti
Il collegio dei revisori dei conti è formato da tre membri effettivi (compreso il presidente) e due membri supplenti, preferibilmente membri dell'Ordine.

## Presidenti e commissari magistrali
- Mario Chigi Albani della Rovere, VII principe di Farnese, 1877-1914
- Prospero Colonna (di Paliano), principe di Sonnino, 1915-1922
- Paolo Thaon di Revel e Sant'Andrea, duca del Mare, Grande ammiraglio, 1922-1922
- Prospero Colonna, principe di Sonnino, 1922-1937
- Mario Nomis di Cossilla, 1937-1942
- Francesco Antici Mattei, 1942-1945
- Rufo Ruffo della Scaletta, 1945-1955
- Filippo Caffarelli, 1955-1957
  - Enzo di Napoli Rampolla, principe di Resuttano, 1957-1963
  - Ugo Theodoli, 1963-1974
  - Aspreno Colonna, principe di Paliano, 1974-1976
  - Giulio del Balzo di Presenzano, 1977-1979
- Giulio del Balzo di Presenzano, 1979-1984
- Francesco Colonna, duca del Garigliano, 1984-1986
  - Carlo Marullo di Condojanni, principe di Casalnuovo, 1986-1986
  - Galeazzo Ruspoli, duca di Morignano, 1986-1987
- Francesco Colonna, duca del Garigliano, 1987-1989
  - Gabriele Ussani d'Escobar, 1989-1992
  - Carlo Arditi di Castelvetere, 1992-1994;
- Giovan Pietro Caffarelli, 1994-1998
  - Sforza Ruspoli Marescotti, principe di Cerveteri, 1999
- Carlo Massimo, 1999-2000;
  - Fausto Solaro del Borgo, 2000-2005
- Fausto Solaro del Borgo, 2005-2008
  - Fausto Solaro del Borgo, 2008-2009
  - Narciso Salvo di Petraganzili, 2009-2011
  - Janos von Esterhazy de Galantha, 2011-2014
  - Riccardo Paternò, Principe di Cerenzia, Conte di Montecupo, dei Duchi di San Nicola 2014-2016
- Riccardo Paternò, Principe di Cerenzia, Conte di Montecupo, dei Duchi di San Nicola, 2016-2023
- Lorenzo Borghese, dal 2023

## Onorificenze
Medaglie e decorazioni dell'Associazione dei cavalieri italiani del Sovrano militare Ordine di Malta e del Corpo speciale volontario ausiliario dell'Esercito Italiano dell'ACISMOM.
- Medaglia ai benemeriti per i servizi sanitari nella guerra 1915-1918

Istituita nelle classi d'argento (personale direttivo) e bronzo (personale d'assistenza) 
(decreto del Sovrano consiglio dell'Ordine 16 gennaio 1919, n. 3066). 
- Medaglia di benemerenza per la guerra 1940-1945

Medaglia d'argento per gli ufficiali, Medaglia di bronzo per il personale di assistenza
(atto deliberativo del presidente dell'ACISMOM del 20 gennaio 1945). 
- Croce di anzianità per il personale dell'ACISMOM (25 anni)

Istituita nelle classi d'oro (personale direttivo ed infermiere volontarie) e d'argento (personale d'assistenza)
(regio decreto 24 ottobre 1941, n. 1458). 
- Medaglia ricordo del pellegrinaggio del Giubileo della Redenzione del 1933
- Medaglia di benemerenza per il soccorso ai pellegrini dell'Anno Santo del 1975 (decreto magistrale 7 febbraio 1975, n. 15277).
- Medaglia commemorativa per il terremoto in Italia meridionale 1980 (decreto magistrale 11 marzo 1981, n. 23077).
- Medaglia per l'assistenza ai pellegrini del Giubileo della Redenzione del 1983
- Medaglia commemorativa delle operazioni in ex Jugoslavia (decreto magistrale 7 giugno 1996, n. 14890).
- Medaglia per il soccorso ai pellegrini del Giubileo della Redenzione del 2000
- Medaglia commemorativa per il terremoto d'Abruzzo 2009
- Medaglia commemorativa del bimillenario della nascita di San Paolo apostolo delle Genti (21 novembre 2009)
- Medaglia commemorativa del pellegrinaggio giubilare a Santiago di Compostela (1-3 ottobre 2010)
- Medaglia ricordo per i pellegrinaggi  (nastrino di dimensioni ridotte e a forma di fiocco donato a ricordo del pellegrinaggio a tutti i malati ed ai loro accompagnatori, tale segno non spetta al personale di servizio; la medaglia è di ridotte dimensioni ed non è una onorificenza ma solo una medaglietta devozionale)
- Medaglia ricordo per i pellegrinaggi a Loreto (medaglia di servizio indossata esclusivamente durante il pellegrinaggio, ha nastro di dimensioni ridotte e viene consegnata durante il primo pellegrinaggio; la medaglia si indossa esclusivamente nel suo formato ordinario, non esistendo né medaglie in formato ridotto né nastrini)
- Medaglia ricordo per i pellegrinaggi a Lourdes (riservata al personale di servizio, viene indossata esclusivamente durante il pellegrinaggio a Lourdes ed ha un nastro di dimensioni ridotte al quale si aggiunge una croce ottagona d'argento ad ogni pellegrinaggio oltre il secondo. Cinque croci d'argento vengono sostituite con una d'oro, la medaglia si indossa esclusivamente nel suo formato ordinario, non esistendo né medaglie in formato ridotto né nastrini)
- Medaglia di benemerenza per i pellegrinaggi a Lourdes, dal 4° in poi (prima del 2008 fino al 3° pellegrinaggio non veniva conferita alcuna medaglia, al 4° era conferita la medaglia d'argento al merito melitense)
- Nastrino commemorativo del 50º anniversario del pellegrinaggio del Sovrano militare Ordine di Malta a Lourdes (decreto magistrale del 6 dicembre 2007)
- Distintivo d'onore al merito del Corpo speciale volontario ausiliario dell'Esercito Italiano dell'Associazione dei cavalieri italiani del Sovrano militare Ordine di Malta[6]: Classi d'oro, d'argento e di bronzo.